# Disrupt (moteur de jeu)
Disrupt (de l'anglais perturber) est un moteur de jeu développé par Ubisoft Montréal pour le jeu Watch Dogs.

## Jeux utilisant le moteur Disrupt
- Watch Dogs (2014)
- Watch Dogs 2 (2016)
- Watch Dogs: Legion (2020)